# 外國人
外國人是指非本國籍的公民或人民，反義詞為本國人（國民）。漢語该名词在汉朝时已经出现。

## 法律地位
在許多國家中，外國人在法律上的權力、權利和義務如參政權、工作權、財產權等都與本國人有若干差異。此外出于国家安全等考虑，外国人的活动范围可能会受到限制，部分敏感区域禁止外国人进入。

## 当代各地區内数量最多的外国人
- 美国：墨西哥人、華人、菲律宾人、印度人、英国人、古巴人、萨尔瓦多人
- 俄罗斯：乌克兰人、乌兹别克人、塔吉克人、華人
- 英国：波兰人、印度人、爱尔兰人、德国人、巴基斯坦人、孟加拉人
- 法国：阿尔及利亚人、摩洛哥人、突尼斯人、刚果人、罗马尼亚人
- 德国：土耳其人、波兰人
- 中國大陸：韩国人、越南人、缅甸人
- 日本：華人、韩国人、巴西人、菲律宾人
- 加拿大：華人、菲律宾人、印度人
- 澳洲：英国人、紐西兰人、華人、越南人、印度人
- 台灣：印尼人、越南人、菲律賓人